# Minō
Minō (箕面市 Minoo-shi?) es una ciudad japonesa ubicada en la prefectura de Osaka, alrededor de 15 kilómetros de la ciudad de Osaka. La forma más rápida para viajar a la ciudad es por los ferrocarriles Hankyū, a unos 30 minutos de la estación de Umeda. Su nombre es comúnmente romanizado como "Minō" o "Minoo"; sin embargo, el gobierno de la ciudad actualmente usa la romanización oficial de "Minoh".

## Geografía

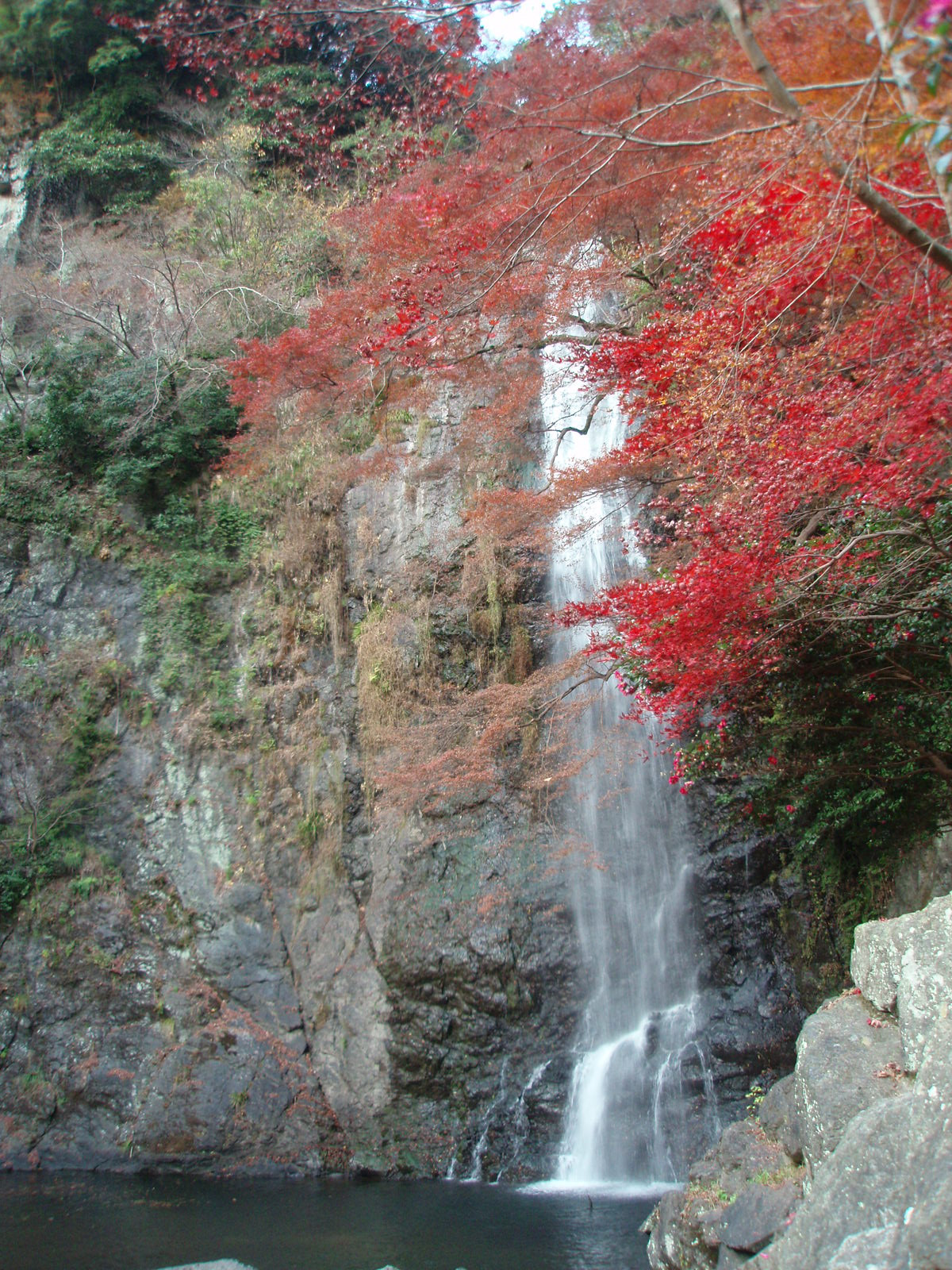
La cascada en el Parque Nacional Meiji no Mori Minō Quasi.

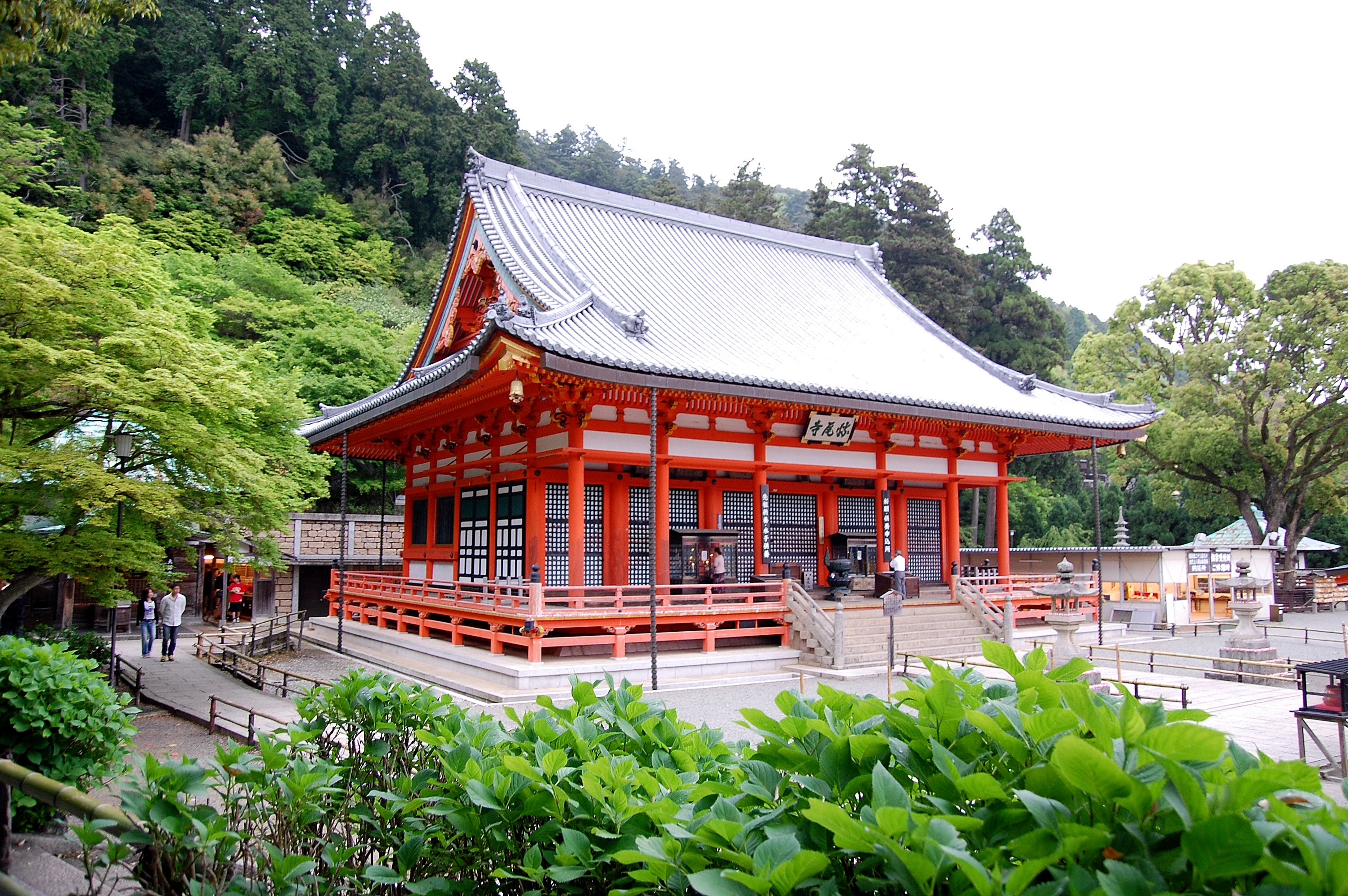
El templo Katsuo en Minō.

La ciudad fue fundada el 1 de diciembre de 1956. De acuerdo a un censo realizado en octubre de 2016, la ciudad tiene una población estimada de 134.435 y una densidad de 2.800 hab/km². Su superficie total es de 47.84 km².
Minō es conocida por el Parque Nacional Meiji no Mori Minō Quasi, uno de los parques nacionales más antiguos de Japón, que alberga a una gran población de animales salvajes y una pintoresca cascada. El templo budista de 1200 años de edad, Katsuō-ji, es famoso por su enorme colección de muñecas daruma.
Mister Donut abrió su primera tienda japonesa en Minō en 1971.

## Economía

### Turismo
La principal atracción turística de la ciudad es el Parque Nacional Meiji no Mori Minō Quasi, situado justo en el borde del centro de la ciudad y el área metropolitana. Fundado en 1967, el parque se compone de una zona boscosa de 963 hectáreas, contiene 1.300 especies de plantas y 3.500 especies de insectos. Se encuentra particularmente poblada por monos salvajes, los cuales son protegidos por las leyes locales y rodean a los turistas junto a la cascada. El parque es frecuentado por los turistas especialmente en la temporada de otoño, cuando las hojas de los arces se tornan de su característico color rojo, creando así un ambiente mucho más sugestivo que en otras estaciones.

## Ciudades hermanas
- Lower Hutt, Nueva Zelanda
- Cuernavaca, México